# Blaze (regény)
A Blaze Stephen King amerikai író 2007-ben Richard Bachman álnéven megjelent bűnügyi regénye.

## Történet
|  | Alább a cselekmény részletei következnek! |

A történet főszereplője ifj. Clayton "Blaze" Blaisdell, egy kisstílű bűnöző, aki gyermekkora óta, amikor is apja több ízben ütlegelte őt, szellemileg visszamaradott. Társával, George-dzsal együtt el akarják rabolni egy gazdag család sarját, ám Blaze bűntársa még az akció előtt bűncselekmény áldozata lesz. Ezt követően Blaze egyedül hajtja végre a tervezett emberrablást – bár ő úgy érzi, nincs egyedül, hiszen folyamatosan hallja barátja, George hangját, aki tanácsokat ad neki.
A regény során párhuzamosan ismerhetjük meg Blaze sanyarú életét és a csecsemő elrablását követő bujkálás történetét, melynek során a férfi egyre jobban a szívébe zárja apró áldozatát.
|  | Itt a vége a cselekmény részletezésének! |

## Érdekességek
A regény – ahogyan azt az előszóból megtudhatjuk – valójában tisztelgés John Steinbeck Egerek és emberek (1937) című műve előtt.  Első, valamivel rövidebb változata lényegében már 1973-ban, még a Carrie (regény) című világsiker megírása előtt megszületett, ám akkoriban nem került kiadásra. Évtizedekkel később King újra elővette és átdolgozva kiadta.

## Magyarul
- Richard Bachman: Blaze; ford. Bihari György; Európa, Bp., 2009

## További információ
- Értékelés – Almost Zed blogja